# Фудбалски савез Литваније
Фудбалски савез Литваније (лит. Lietuvos futbolo federacija} (ЛФФ) је највиша фудбалска организација Литваније која се стара о организацији и развоју фудбалског спорта и о репрезентацији Литваније.
Прву фудбалску лопту у Литванију студенти који су и основали прве клубове пре Првог светског рата. Најстарији фудбалски клуб је Каунас, основан 1919. године.
Фудбалски савез је основан 1922, члан ФИФА је од 1923, па поново после распада СССРа 1992, а чланом УЕФЕ постаје 1992.
Првенство Литваније се играло од 1921. до 1939. и поново од 1992. До 1939. године најуспешнији су били Ковас из Каунаса и Клаипеда са по шест освојених националних титула. У совјетској Првој лиги играо је само Жалгирис из Каунаса. Куп Литваније се игра од 1991. године, у којем је највише трофеја освојио Жалгирис.
Фудбалска репрезентација Литваније је прву међународну утакмицу одиграла 1923. у Каунасу са репрезентацијом Естоније и изгубила са 0 : 5.
Боја дресова је жута и зелена.